# Niña Pastori
María Rosa García García, alias Niña Pastori (San Fernando, Cadis, 15 de gener del 1978) és una cantant andalusa de flamenc.
És la filla d'una cantaora aficionada de raça gitana i va rebre una gran influència de Camarón de la Isla. Va publicar el seu primer disc gràcies a Alejandro Sanz.

## Discografia
- 1996: Entre dos puertos
- 1998: Eres luz
- 2000: Cañaílla
- 2002: María
- 2004: No hay quinto malo
- 2006: Joyas prestadas
- 2009: Esperando verte
- 2011: La orilla de mi pelo
- 2014: Raíz (Junt a Lila Downs i Soledad Pastorutti)
- 2015: Ámame como soy
- 2018: Bajo tus alas